# Disterigma rimbachii
Disterigma rimbachii är en ljungväxtart som först beskrevs av Albert Charles Smith, och fick sitt nu gällande namn av J. L. Luteyn. Disterigma rimbachii ingår i släktet Disterigma och familjen ljungväxter. Inga underarter finns listade i Catalogue of Life.